# Catan – Länder-Szenarien
Die Länder-Szenarien sind eine 2007 zunächst als Bundesländer-Szenarien begonnene Reihe von Szenarien von Klaus Teuber zum Spiel Die Siedler von Catan. Die Szenarien erscheinen jeweils zur Spiel in Essen als Faltblatt. Der Spielplan zeigt ein Land mit seinen wichtigsten Städten, zu denen es auf dem Faltblatt kurze Erklärungen zur Geschichte gibt. Zum Spielen wird das Spielmaterial aus dem Basisspiel benötigt. Auf der Spiel wird das jeweils aktuelle Szenario für eine Spende von 2 € zu Gunsten einer gemeinnützigen Organisation, z. B. Menschen für Menschen verkauft. So kamen durch den Verkauf 4.724,75 € an Spenden zusammen, die von der Catan GmbH auf 5.000 € aufgerundet wurden. Nach der Spiel sind die Szenarien im Catan-Shop erhältlich. Gestartet wurde die Reihe mit „Den Siedlern von Hessen“ und sie sollte halbjährlich fortgesetzt werden. Als Fortsetzung war zunächst die Karte „Die Siedler von Rhein, Pfalz und Saar“ geplant, tatsächlich erscheinen sie aber im jährlichen Rhythmus und 2008 als nächstes Szenario „Die Siedler von Nordrhein-Westfalen“, ab da auf Hochglanzpapier gedruckt.
2009 wurde die Reihe mit „Die Siedler von Bayern“ fortgesetzt. In den USA erschien 2009 bei Mayfair Games in ähnlicher Form „The Settlers of Indiana and Ohio“ mit dem die beiden Bundesstaaten südlich der großen Seen besiedelt werden können.
2010 wurde die Reihe der Bundesländerszenarien mit der „Österreich-Edition“ unterbrochen und damit zur Länder-Szenarien-Reihe. Auch Mayfair veröffentlichte mit dem Szenario „Delmarva“ für die Bundesstaaten DELaware, MARyland und VirginiA, West Virginia sowie Washington, D.C. ein weiteres Länder-Szenario.
2011 erschien mit „Die Siedler von Thüringen“ das vierte Szenario mit einem deutschen Bundesland, dem ersten der „neuen“ Bundesländer. Für die USA erschien das Szenario „Penn-Jersey“ für die Bundesstaaten Pennsylvania und New Jersey.
2012 erschien als erstes „Insel-Szenario“ „Die Siedler von Catan – Mallorca Edition“ und für die USA „New York“, das 2015 auch auf Deutsch herausgegeben wurde.
Für 2013 wurde auf der Facebook-Seite eine Abstimmung durchgeführt bei der sich „Korsika“ gegen „Rheinland-Pfalz“ und „Sachsen-Anhalt“ durchsetzen konnte. Von Mayfair Games wurde das Szenario „New England“ veröffentlicht.
Mit der „Die Siedler von Catan – Hispania Edition“ erschien 2014 erstmals ein zwei Staaten umfassendes Szenario.
2015 unternahmen Mitarbeiter der Catan GmbH, des Kosmos-Verlags und von Mayfair Games mit Rikschas eine Reise durch Nordindien und veröffentlichten anschließend das „Catan Länderszenario Rickshaw Run“ zu Gunsten von Childaid Network. Bei Mayfair Games erschien zudem „Georgia“.
2016 folgte das „Catan Länderszenario Polen“ und 2017 das erste „Seefahrer-Länderszenario Hawaii“, das zusätzliche Fischkärtchen, Fischmarktkarten und Fischerboote enthält und für das auch die Seefahrer-Erweiterung benötigt wird.
2019 wurde das Szenario als CATAN – Länderszenario Puzzle – „Rhein-Main-Neckar“ herausgegeben, bei dem sich die Spieler den Spielplan zunächst aus 1000 Puzzle-Teilen zusammensetzen müssen.

## Besonderheiten

### Allgemeine Regeländerungen
- Siedlungen dürfen nur auf den vorgegebenen Kreuzungspunkten gebaut werden – wichtigen Städten in den jeweiligen Regionen. Dies wurde dann auch für die Catan – Deutschland-Edition und andere ähnliche Editionen übernommen.
- Die „Abstandsregel“ ist aufgehoben, da einige Städte auf Grund der geographischen Gegebenheiten zu dicht beieinander liegen
- Straßen hinter einer Siedlung dürfen erst gebaut werden, wenn auch die Siedlung gebaut wurde.
- Es gibt keine Häfen – auch nicht bei den Inselszenarien und Ländern mit Küsten, stattdessen erhält man Tauschmöglichkeiten (3:1 bzw. rohstoffspezifisch 2:1), wenn man Straßen an bestimmten Stellen an der Grenze baut.
- Statt Hochgebirgserzfeldern enthält der Plan Mittelgebirgserzfelder, wenn es sich um Länder ohne Gebirge handelt.
- Da es in den meisten Ländern keine Wüste gibt, startet der Räuber auf einem Randfeld
- Bei einigen Szenarien werden auf einige Kreuzungen mit der Abbildung eines Siegpunktes zu Beginn des Spieles entweder ein Siegpunktchip aus der Seefahrer-Erweiterung oder behelfsweise eine Münze platziert. Wer als erster mit einer Straße eine Kreuzung mit einem Chip erreicht, erhält diesen und verfügt damit über einen weiteren Siegpunkt. Im Spiel mit fünf und sechs Spielern wird ohne Siegpunktchips gespielt, stattdessen dürfen dort auch Siedlungen gebaut werden.
- Die meisten Szenarien enden, wenn bei drei Spielern ein Spieler 13, bei vier Spielern zwölf und bei fünf und sechs Spielern zehn Siegpunkte hat.

### Besonderheiten der deutschen Szenarien
- Beim NRW-Szenario wurde Bilstein, wo das jährliche Siedlertreffen stattfand, vergessen.
- Beim Bayern-Szenario wurden angrenzend an Bad Kissingen, Bamberg und Würzburg nicht alle Straßen eingezeichnet. Die vorhandenen Wege dürfen aber mit Straßen überbaut werden.
- Vor der Veröffentlichung des Bayern-Szenarios führte die Catan GmbH ein Gewinnspiel durch, bei dem es darum ging, drei Städte aus einer Liste von neun Städten zu ermitteln, die gemäß vorgegebener Kriterien nicht auf dem Spielplan sein würden.
- Beim Thüringen-Szenario gibt es zwei Felder, auf denen die Zahlen 6 und 8 direkt benachbart sind. Dies ist ansonsten im Prinzip ausgeschlossen.
- Bei der Mallorca-Edition wurden die Getreidefelder durch Mandelbaumplantagen ersetzt. Die Spieler können mit der Variante spielen, dass beim Handeln nicht mehr die Begriffe „Getreide“, „Korn“, „Stroh“ oder „Weizen“ verwendet werden dürfen. Wer stattdessen nicht „Mandeln“ sagt, muss einen Rohstoff seiner Wahl abgeben.
- Bei der Österreich-Edition wurden die Weiden durch Almen ersetzt. Auch hier kann man eine Variante vereinbaren, bei der man statt „Wolle“ oder „Schaf“ „Milch“ sagen muss, um keinen Rohstoff zu verlieren.
- Beim Rickshaw Run erhält man für Straßen auf der Route des Rickshaw Run „Rickshaw Run Plättchen“. Je zwei Plättchen zählen am Ende einen Siegpunkt.
- Die deutschen Szenarien sind alle rechteckig gefaltet und bestehen aus sechs bis acht Seiten.

### Besonderheiten der US-Szenarien
- Beim Delmarva-Szenario gibt es Städte an den Allegheny Highlands, die Kohle produzieren, wenn eine „7“ gewürfelt wird, sowie das Marschland der Chesapeake Bay, das beliebige Rohstoffe produziert und bei einer „7“ Seafood (Krabben). Kohle und Seafood gelten als Handelswaren, die bei einer „7“ nicht mitzählen und nicht geklaut werden können. Sie können nur zum Handel genutzt werden. Zudem gibt es im Szenario Fährverbindungen, die bestehende Straßen zwar fortsetzen, aber nicht überbaut werden können und bei der Bestimmung der „Längsten Handelsstraße“ nicht mitzählen.
- Beim Indiana & Ohio Szenarios gibt es Universitätsstädte, die nur einen Rohstoff, aber ein zusätzliches Gold produzieren und Gold-produzierende Städte am Ohio River und den Großen Seen. Erhält man dort Rohstoffe, darf man sie sofort 1:1 in Gold tauschen. Zwei Gold können dagegen bei der Bank zweimal pro Zug in einen beliebigen Rohstoff getauscht werden. Zudem gibt es blaue Straßen, die nicht überbaut werden dürfen, aber bei der „Längsten Handelsstraße“ mitzählen und von mehreren Spielern genutzt werden können.
- Beim Georgia-Szenario produzieren Weiden zusätzlich Tücher und Waldfelder zusätzlich Papier. Wer eine Stadt an einem solchen Feld hat, bekommt durch den Ertragswürfel 1 Wolle + 1 Tuch bzw. 1 Holz und 1 Papier. Papier und Tuch zählen nicht mit, wenn eine „7“ gewürfelt wird und können auch nicht gestohlen werden. Sie können mit den Mitspielern gehandelt werden oder in einer beliebigen Dreierkombination zum Kauf einer Entwicklungskarte genutzt werden. Als Papier und Tuch können entweder die Karten der Städte & Ritter-Erweiterung oder irgendwelche anderen Marker oder Münzen genutzt werden.
- Auch im New England Szenario gibt es Fähren, wie in Delmarva und Städte, die Seafood (Hummer) produzieren.
- Fähren gibt es ebenfalls beim New York Szenario wie in Delmarva. Zudem erhält man hier Kanal-Chips, wenn zwei Städte am Eriekanal direkt miteinander mittels Straßen verbindet. Ein Kanal-Chip kann einmal einen kompletten Zug lang wie ein 2:1-Hafen genutzt oder mit den Mitspielern gehandelt werden.
- Das Penn-Jersey-Szenario ermöglicht in den Städten Allentown, Butler, Pittsburgh, Scranton und Uniontown den Tausch von zwei Eisenerz-Handelswaren in einen Rohstoff. Eisenerz-Handelswaren kann man wiederum durch Siedlungen und Städte an speziell gekennzeichneten Feldern erhalten. Zudem gibt es auch hier ein Marschlandfeld das beliebige Rohstoffe produziert und Fährverbindungen wie in Delmarva.
- Die US-Szenarien sind alle quadratisch gefaltet und bestehen aus vier Seiten

### Weitere Länderszenarien
Bereits 2005 hatte Klaus Teuber aus Anlass der 10-jährigen Jubiläums des Deutschen Spielemuseums e. V. das „Szenario Saggsen Gadan – De säggs’schn Siedler“ entworfen, das auf der Rückseite das Szenario „Catan-Offensive in Chemnitz – Ein schnelles Szenario für 2–3 Cataner“ enthielt. Das Szenario wurde an die 816 Mitspieler des Weltrekord-Events am 10. September 2005 in Chemnitz verteilt.
2004 wurden zum 20. österreichischen Spielefest die von Brigitte und Wolfgang Ditt entworfenen „Szenarien Catan-Austria“ und „Wien meets Catan“ verteilt.
Das österreichische Spiele Museum veröffentlichte 2007 die von Heike und Stefan Ristau entwickelten Szenarien „Renaissance in der Steiermark“ und „Chaffenberch“ für „Die Siedler von Catan“-Meisterschaft in Kapfenberg.
Ein von Klaus Teuber autorisiertes Szenario „Die Siedler von Luxemburg“ wurde 2008 von Alain Miltgen und Tom Mülheims für die luxemburgische „Die Siedler von Catan“-Meisterschaft entwickelt.
2009 gab 999 Games das auf 500 Exemplare limitierte Szenario „De drie Handelsteden van Noord-Nederland“ zum „Spellènzo voor Noorderspel09“ heraus. Bei den drei Handelsstädten handelt es sich um Assen, Groningen und Leeuwarden. An je zwei Kanten der Handelsstadt-Hexfelder gibt es 3:1- und rohstoffspezifische 2:1-Tauschmöglichkeiten. Erz wird in diesem Szenario in Torfmooren gewonnen.
Bei diesen Szenarien gibt es keine eingezeichneten Städte, an denen gesiedelt werden muss, aber andere spezielle Regeln und zusätzliche Materialbögen. Benötigt wird aber immer das Material des Catan-Basisspiels.